# Wola Przypkowska
Wola Przypkowska – wieś sołecka w Polsce położona w województwie mazowieckim, w powiecie piaseczyńskim, w gminie Tarczyn.
Wieś duchowna Wola Prepositalis położona była w drugiej połowie XVI wieku w powiecie tarczyńskim ziemi warszawskiej województwa mazowieckiego. W latach 1975–1998 miejscowość administracyjnie należała do ówczesnego województwa warszawskiego.
Dawniej południową część wsi był współczesny Janówek. Część tę o obszarze 106,72 ha odłączono od Woli Przypkowskiej jesienią 1954 w związku z reformą gromadzką. Wola Przypkowska weszła w skład gromady Grzędy a nienazwany południowy obszar w skład gromady Tarczyn, obie w powiecie grójeckim. Nazwę Janówek dla południowego obszaru ustanowiono dopiero po prawie trzech latach, 27 czerwca 1957.